# Blaue Zipfel

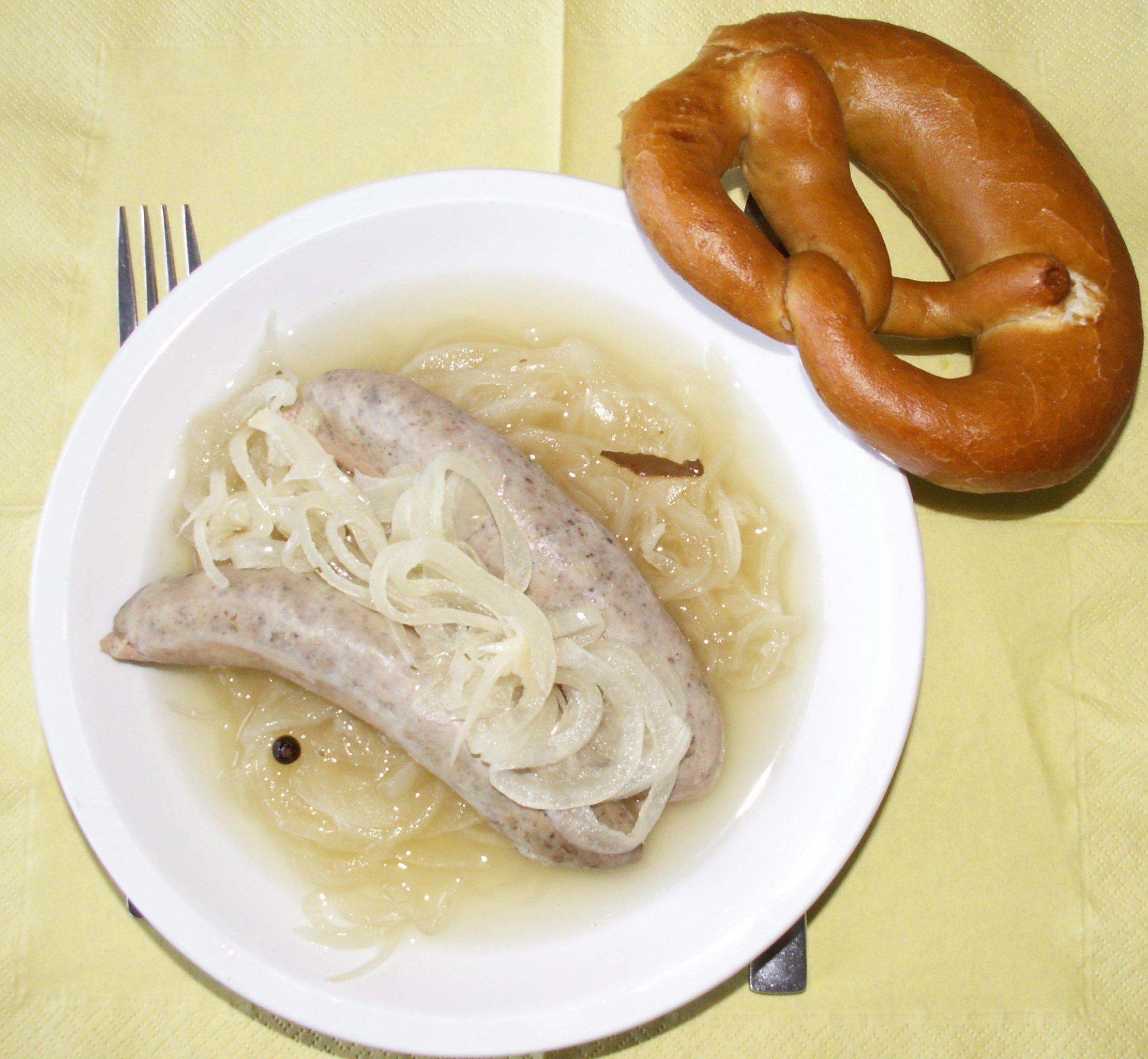
Blaue Zipfel.

La Blaue Zipfel (también conocida como Saure Zipfel) se trata de una salchicha tipo Bratwurst de origen alemán muy conocida en la cocina alemana, en especial dentro las regiones de Núremberg y Franconia.

## Características
La Blaue Zipfel se cuece en un caldo que lleva cebolla, vinagre, laurel, semillas de pimienta, clavo y junípero. Debido a la existencia de vinagre en el agua de la cocción, la carne de la salchicha se pone ligeramente azul y de ahí viene el nombre Blaue (en alemán blau es azul). Se suelen servir con pan y unas cebollas del caldo en el que se han cocido previamente.